# Erich Ludwig (Schauspieler)

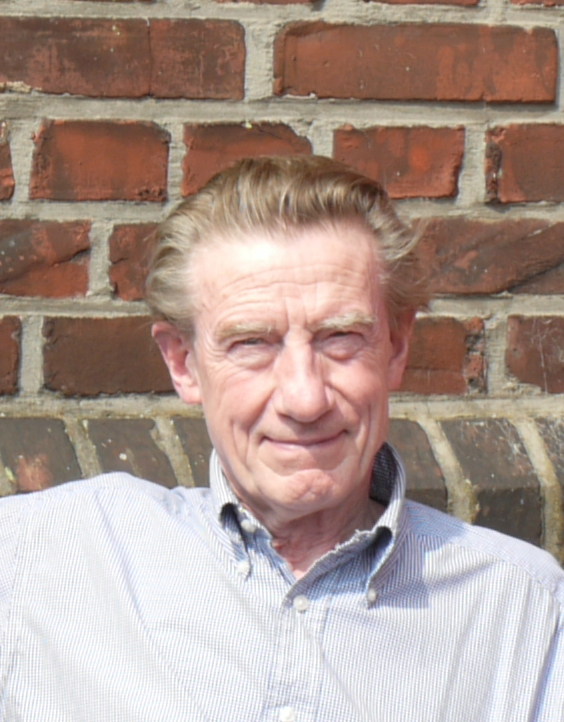
Erich Ludwig im Mai 2011

Erich Ludwig (* 14. Mai 1939 in Dortmund; † 4. Juni 2022 in München) war ein deutscher Schauspieler und Synchronsprecher.

## Leben

### Ausbildung und Anfänge
Ludwig absolvierte eine Ausbildung zum Industriekaufmann. Seine künstlerische Ausbildung erhielt er von 1960 bis 1963 an der Folkwang Universität der Künste.
Nach der Schauspielausbildung hatte er ein erstes Bühnenengagement von Februar bis Juli 1963 an der Landesbühne Rhein-Main (das spätere Theater am Turm). In der Spielzeit 1963/64 und in der Spielzeit 1964/65 war er anschließend am Stadttheater Bielefeld engagiert.
Mit Beginn der Spielzeit 1965/66 wechselte Ludwig an das Landestheater Hannover, wo er bis zum Ende der Spielzeit 1969/70 fest im Ensemble verblieb. Seine Rollen dort waren Monsieur Marquis in Der Talisman (1965), Clov in Endspiel (1966), Narr in Was ihr wollt (1966), Peter in Romeo und Julia (1967), Dauphin in Die heilige Johanna (1968), Mockinpott in der Uraufführung von Wie dem Herrn Mockinpott das Leiden ausgetrieben wird von Peter Weiss (1968), Lanz in Die beiden Veroneser (1968), Joe in der Uraufführung von Magic Afternoon von Wolfgang Bauer (1968), Chlestakov in Der Revisor (1969) und Achilles in Die schöne Helena von Peter Hacks (1969).

### Bayerisches Staatsschauspiel
Ab der Spielzeit 1970/71 war er bis zum Ende der Spielzeit 1980/81 am Bayerischen Staatsschauspiel engagiert. Ludwig spielte dort ein breites Repertoire von Haupt- und Nebenrollen, von Shakespeare über Werke der Aufklärung, des Sturm und Drang und der Klassik bis zu den Autoren der Jahrhundertwende, der Moderne und des Gegenwartstheaters (Arnold Wesker, Edward Bond, Samuel Beckett).
In seiner ersten Spielzeit 1970/71 trat er u. a. als Bedienter Just in Minna von Barnhelm (Premiere: November 1970), als Diener Tranio in Der Widerspenstigen Zähmung (Regie: Otto Schenk, Premiere: April 1971) und als Clov in Endspiel (Premiere: Mai 1971) auf. Die Inszenierung von Der Widerspenstigen Zähmung mit Klaus Maria Brandauer und Christine Ostermayer in den Hauptrollen wurde auch für das Fernsehen mitgeschnitten.
In der Spielzeit 1973/74 war er der Ede in Brecht/Weills Die Dreigroschenoper (Premiere: Mai 1974). In der Spielzeit 1975/76 verkörperte er die Hauptrolle des Christopher Mahon in Ein wahrer Held von John Millington Synge (Premiere: Februar 1976).
Weitere Rollen Ludwigs am Bayerischen Staatsschauspiel in den folgenden Jahren waren Ruprecht in Der zerbrochne Krug (Spielzeit 1978/79; Premiere: April 1979), Nil in Kleinbürger von Maxim Gorki (Spielzeit 1979/80; Premiere: Januar 1980) und Nöjd in Der Vater von August Strindberg (Spielzeit 1980/81; Premiere: Dezember 1980).

### Theaterengagements (1981–2004)
Von 1981 bis 1984 war am Thalia Theater Hamburg verpflichtet. In der Spielzeit 1984/85 und in der Spielzeit 1985/86 war er für zwei Jahre wieder am Bayerischen Staatsschauspiel in München engagiert, u. a. als „Der kleine Mönch“ in Leben des Galilei (Spielzeit 1984/85; Premiere: Februar 1985) und als Rosencrantz in Hamlet (Spielzeit 1985/86; Premiere: Dezember 1985).
Ab 1986 arbeitete Ludwig als freier Schauspieler. Er hatte Engagements unter anderem in der Spielzeit 1986/87 und in der Spielzeit 1987/88 am Württembergischen Staatstheater Stuttgart.
Zwischen 1990 und 1998 gastierte er in den Sommermonaten regelmäßig bei den Luisenburg-Festspielen in Wunsiedel. Ab der Spielzeit 1993/94 war er bis zum Ende der Spielzeit 1995/96 am Deutschen Schauspielhaus in Hamburg verpflichtet. In der Spielzeit 2003/04 trat er am Münchner Volkstheater als Maximilian, Graf von Moor und als Pater in Schillers Schauspiel Die Räuber in einer Inszenierung von Christian Stückl auf.

### Film und Fernsehen
Seit den 1970er Jahren übernahm er auch Film- und Fernsehrollen. Er hatte u. a. Auftritte in Tatort-Produktionen mit Hansjörg Felmy. In dem Tatort-Krimi Schweigegeld (1979) spielte er, an der Seite von Liane Hielscher, den Bruder der Ehefrau eines getöteten Einbrechers, der selbst unter Tatverdacht gerät. 1989 hatte er eine Episodenrolle in der ZDF-Krimiserie Derrick.

### Synchronarbeiten und Hörspiele
Ludwig war umfangreich als Synchronsprecher tätig. Die Deutsche Synchronkartei führt über 700 Synchronrollen Ludwigs. Er lieh seine Stimme u. a. Tom Skerritt, Tom Courtenay, Malcolm McDowell oder Derek Jacobi. Den Schauspieler Kurtwood Smith synchronisierte er u. a. in 200 Folgen der Serie Die wilden Siebziger (1998–2006). Für Sylvester McCoy sprach Ludwig die Rolle des Radagast in der Filmtrilogie Der Hobbit (2012–2014). Außerdem hatte er von 2011 bis 2016 die Rolle des Großmaesters Pycelle in der Serie Game of Thrones, gespielt von Julian Glover, inne. In den Jahren 2014 und 2016 übernahm er die Rolle des Ninjutsu-Meisters Splinter in Teenage Mutant Ninja Turtles und Teenage Mutant Ninja Turtles: Out of the Shadows.
Zudem übernahm Ludwig auch Rollen in Hörspielen wie zum Beispiel 2014 in der Vertonung des Falls Der Bund der Rotschöpfe in der Sherlock-Holmes-Reihe von Titania Medien. Auch lieh er Captain Pellaeon in der Hörspiel-Adaption von Timothy Zahns Thrawn-Trilogie seine Stimme (Regie: Oliver Döring).

### Privates
Ludwig war verheiratet, hatte zwei Kinder und lebte in München.

## Rollen am Bayerischen Staatsschauspiel (Auswahl)
(Anmerkung:)

### Residenztheater
- 1970/71: Die Küche (von Arnold Wesker), Rolle: Kevin, Regie: Axel von Ambesser
- 1970/71: Der Widerspenstigen Zähmung (von William Shakespeare), Rolle: Tranio, Inszenierung: Otto Schenk
- 1970/71: Endspiel (von Samuel Beckett), Rolle: Clov, Inszenierung: Urs Jenny
- 1970/71: Italienische Nacht (von Ödön von Horvath), Rolle: Kamerad, Inszenierung: Dieter Hackemann
- 1971/72: Einen Fehler macht auch der Geschickteste (von Alexander Ostrowski), Rolle: Golutwin, Inszenierung: Horst Sachtleben
- 1971/72: Urfaust (von Johann Wolfgang von Goethe), Rolle: Wagner, Inszenierung: Helmut Henrichs
- 1971/72: Wallenstein (I und II. Teil, von Friedrich Schiller), Rollen: Arkebusier/Deveroux, Regie: Walter Felsenstein
- 1971/72: Troilus und Cressida (von William Shakespeare), Rolle: Nestor, Regie: David Esrig
- 1972/73: Woyzeck (von Georg Büchner), Rolle: Karl, Regie: Bernd Fischerauer
- 1972/73: Die Abenteuer des braven Soldaten Schwejk (von Jaroslav Hašek), Rolle: Bretschneider, Regie: Kurt Meisel
- 1972/73: Lear (von Edward Bond), Rollen: Simpson/Soldat I, Regie: William Gaskill
- 1972/73: August August, August (von Pavel Kohout), Rolle: August Junior, Regie: Bernd Fischerauer
- 1972/73: Das Mandat (von Nikolai Robertowitsch Erdman), Rolle: Bursche von Smetánitschs Schwager, Regie: Dietrich Haugk
- 1973/74: Die See (von Edward Bond), Rolle: Hollarcut, Regie: Luc Bondy
- 1973/74: Das weite Land (von Arthur Schnitzler), Rolle: Serknitz, Regie: Kurt Meisel
- 1973/74: Faust I (von Johann Wolfgang von Goethe), Rolle: Schüler, Regie: Michael Degen
- 1973/74: Die Dreigroschenoper (von Brecht/Weill), Rolle: Ede, Regie: Martin Fried/George Tabori
- 1974/75: Der aufhaltsame Aufstieg des Arturo Ui (von Bertolt Brecht), Rolle: Ted Ragg, Regie: Dietrich Haugk
- 1974/75: Die heilige Johanna (von George Bernard Shaw), Rolle: Bruder Martin Ladvenu, Regie: Martin Fried
- 1975/76: Herr Puntila und sein Knecht Matti (von Bertolt Brecht), Rolle: Kümmerlicher, Regie: Hans Schweikart
- 1975/76: Ein wahrer Held (von John Millington Synge), Rolle: Christopher Mahon, Regie: David Esrig
- 1975/76: Hamlet (von William Shakespeare), Rolle: Zweiter Totengräber, Regie: Willi Schmidt
- 1976/77: Marija (von Isaak Babel), Rolle: Andrej, Regie: Jürgen Flimm
- 1977/78: Geschichten aus dem Wienerwald (von Ödön von Horvath), Rolle: Beichtvater, Regie: Dieter Giesing
- 1977/78: König Richard der Zweite (von William Shakespeare), Rolle: Bagot, Regie: Dietrich Haugk
- 1979/80: Kleinbürger (von Maxim Gorki), Rolle: Nil, Regie: Rolf Stahl
- 1979/80: Der Hauptmann von Köpenick (von Carl Zuckmayer), Rolle: Wabschke, Regie: Horst Sachtleben
- 1980/81: Der Vater (von August Strindberg), Rolle: Nöjd, Regie: Hans Lietzau
- 1985/86: Hamlet (von William Shakespeare), Rolle: Rosencrantz, Regie: B.K. Tragelehn
- 1985/86: Bantam (von Eduardo Arroyo), Rolle: Eugène Metallkiefer, Regie: Klaus Michael Grüber

### Cuvilliés-Theater
- 1970/71: Minna von Barnhelm (von Gotthold Ephraim Lessing), Rolle: Just, Regie: Niels-Peter Rudolph
- 1973/74: Die Drillinge von Venedig (von Antonio Collalto), Rolle: Arlecchino, Regie: Bernd Fischerauer
- 1974/75: Die Medaille (von Ludwig Thoma), Rolle: Anton Häberlein, Regie: Jörg-Dieter Haas
- 1975/76: Der Besuch der alten Dame (von Friedrich Dürrenmatt), Rolle: Zugführer, Regie: Ernst Schröder
- 1975/76: Die Späße des Scapin (von Molière), Rolle: Scapin, Regie: David Esrig
- 1978/79: Der zerbrochne Krug (von Heinrich von Kleist), Rolle: Ruprecht, Regie: Dietrich Haugk
- 1983/84: Arsen und Spitzenhäubchen (von Joseph Kesselring), Rolle: Dr. Einstein, Regie: Rolf Stahl

### Theater im Marstall
- 1974/75: Warten auf Godot (von Samuel Beckett), Rolle: Estragon, Regie: Ullrich Haupt
- 1978/79: Das Streichquartett (von Dieter Hildebrandt/Szöke Sakall), Rolle: Blass, Regie: Hans Jürgen Diedrich
- 1979/80: Stella (von Johann Wolfgang von Goethe), Rolle: Verwalter, Regie: Rolf Stahl
- 1979/80: Die Unbekannte aus der Seine (von Ödön von Horvath), Rolle: Ernst, Regie: Johannes Kaetzler
- 1984/85: Katzelmacher (von Rainer Werner Fassbinder), Rolle: Erich, Regie: Antje Lenkeit

## Filmografie (Auswahl)

### Als Schauspieler
- 1974: Die See (Theateraufzeichnung)
- 1976: Tatort – Fortuna III
- 1979: Tatort – Schweigegeld[15]
- 1979: Es begann bei Tiffany
- 1979: Tatort – Die Kugel im Leib
- 1981: Ein Fall für zwei
- 1982: Die fünfte Jahreszeit
- 1983: Satan ist auf Gottes Seite
- 1984: Der Glücksritter, Die Abenteuer des Robert Curwich
- 1984: Die Krimistunde (Fernsehserie, Folge 9, Episode: „Selbstmordmarathon“)
- 1985: Die Krimistunde (Fernsehserie, Folge 17, Episode: „Wer leistet mir Gesellschaft?“)
- 1987: Die Krimistunde (Fernsehserie, Folge 29, Episode: „Orion“)
- 1988: Ein Fall für zwei (Fernsehserie, Folge 56, Episode: „Kurz hinter Ankara“)
- 1989: Fabrik der Offiziere
- 1989: Derrick – Ein merkwürdiger Tage auf dem Lande
- 1994: Die Gerichtsreporterin
- 2012: Yoko

### Als Synchronsprecher
für Tom Skerritt
- 2005: Category 7 – Das Ende der Welt als Colonel Mike Davis
- 2006: Desperation als John Edward Marinville
- 2006: Gefallene Engel als Ezekiel
- 2006: Mammut als Simon Abernathy
- 2009: Whiteout als Dr. John Fury

für Kurtwood Smith
- 1998–2006: Die wilden 70er als Reginald „Red“ Forman
- 2008–2009: Worst Week als Dick Clayton
- 2014–2015: Resurrection als Henry Langston

für Sylvester McCoy
- 2012: Der Hobbit: Eine unerwartete Reise als Radagast der Braune
- 2013: Der Hobbit: Smaugs Einöde als Radagast der Braune
- 2014: Der Hobbit: Die Schlacht der fünf Heere als Radagast der Braune

für Tom Courtenay
- 2012: Quartett als Reginald Paget
- 2015: 45 Years als Geoff Mercer

#### Filme
- 1998: Blade als Dragonetti (Udo Kier)
- 2000: The Gift – Die dunkle Gabe als Gerald Weems (Michael Jeter)
- 2005: Mathilde – Eine große Liebe als Sylvain (Dominique Pinon)
- 2006: Wir verstehen uns wunderbar als Le maître de cérémonie du Battar (Charles Dance)
- 2007: Die Fährte des Grauens als Jacob Krieg (Jürgen Prochnow)
- 2008: Transporter 3 als Captain (Paul Barrett)
- 2009: Ex als Monsieur Giresse (Wilfred Benaïche)
- 2009: Zuhause ist der Zauber los als Carl Simons (Richard Schiff)
- 2010: Harry Potter und die Heiligtümer des Todes Teil 1 als Kreacher (Simon McBurney)
- 2013: Die Eiskönigin – Völlig unverfroren als Cheftroll Pabbie (Ciarán Hinds)
- 2013: Violette als Ernest (Jean–Pol Dubois)
- 2014: Planes 2 – Immer im Einsatz als Mayday (Hal Holbrook)
- 2014: Noah als Og (Frank Langella)
- 2018: Tomb Raider als Mr. Yaffe (Derek Jacobi)
- 2018: Backstabbing for Beginners als Pasha (Ben Kingsley)
- 2019: Asterix und das Geheimnis des Zaubertranks als Thermometrix (Francois Raison)
- 2021: Falling als Willis (Lance Henriksen)
- 2022: Hollywood Stargirl als Mr. Mitchell (Judd Hirsch)
- 2022: Der beste Film aller Zeiten als Humberto Suárez (José Luis Gómez)

#### Serien
- 2004–2009: Battlestar Galactica als Col. Saul Tigh (Michael Hogan)
- 2010–2015: Justified als Arlo Givens (Raymond J. Barry)
- 2010: Die Säulen der Erde als Waleran Bigod (Ian McShane)
- 2011–2016: Game of Thrones als Großmaester Pycelle (Julian Glover)
- 2014–2022: Die Simpsons als Hans Maulwurf (Dan Castellaneta)
- 2017: Once Upon a Time – Es war einmal … als Prinz Henry Mills (2. Stimme) (Tony Perez)
- 2018–2022: Succession als Logan Roy (1. Stimme) (Brian Cox)
- 2019: Disney Amphibia als Jonah (Jeff Bergman)
- 2020: One Lane Bridge als Jack Ryder (Peter McCauley)
- 2022: Bridgerton als Erzbischof (Anthony Wise)
- 2022: Foundation als Bruder Dunkelheit (Terrence Mann)
- 2022: Bloodlands – Die Goliath-Morde als Adam Corry (Ian McElhinney)